# Tomás Tuero
Tomás (Fernández) Tuero (Arroes, Villaviciosa, 1851 - Oviedo, 1892), periodista español, abuelo del jurista Francisco Tuero.

## Biografía
Hijo de un funcionario estatal, llevó una vida itinerante siguiendo los distintos destinos de su padre; comenzó el bachillerato en Orense, lo continuó en Madrid y lo concluyó en Oviedo. Empezó a colaborar en 1866 en El Trabajo (Oviedo) y luego en El Eco de Asturias y La Joven Asturias. En la Universidad de Oviedo comenzó la carrera de Derecho y amistó con los escritores Leopoldo Alas y Armando Palacio Valdés, con quienes fundó la revista Rabagás y más tarde, cuando se trasladó a Madrid en 1871, la tertulia "Bilis club", a la que se añadieron Pío Rubín y Adolfo Posada. En Madrid, mientras seguía su carrera de Derecho, empezó a trabajar en El País y El Liberal.  
Adscrito al krausismo, que descubrió en la Universidad Central y al que atrajo a Leopoldo Alas, tradujo la novela de Emilio Zola Naná. Fue padrino de Leopoldo Alas en el duelo a pistola que lo enfrentó al no menos temible crítico Emilio Bobadilla en 1892; fue precisamente al día siguiente de regresar del mismo a Oviedo cuando falleció, dejando a su amigo "Clarín" tan acongojado que creyó que en ese momento entraba en la vejez. Lo menciona su también amigo Adolfo Posada en Fragmentos de mis memorias (Oviedo: Universidad de Oviedo, 1983), p. 126. 